# Ростислав Михайлович
Ростисла́в Миха́йлович (Ростислав Славонский, Ростислав Галицкий; 1227—1262, Белград) — князь Новгородский (1229—1230), князь Галицкий (1238, 1241), князь Черниговский (1241—1243), князь Луцкий (1239—1243) бан Славонии (1247—1248) и Мачвы (1248—1262). Сын Михаила Всеволодовича Черниговского и дочери Романа Мстиславича Галицкого Елены Романовны.

## Год рождения
Дата рождения Ростислава в летописях отсутствует, и разные историки выдвигали разные версии даты его рождения. Филарет (Гумилевский) называл 1219 год, Татищев В. Н. — 1223 год, с первой датой согласен Власьев Г. А., поскольку во время похода на Литву в 1238 году должен был быть уже достаточно взрослым. Келембет С. Н. называет 1227 год, исходя из того, то над Ростиславом был совершён постриг в Новгороде в 1230 году, который производится в трёхлетнем возрасте, и считает Ростислава сыном Михаила Всеволодовича от брака (по его версии второго) с Еленой Романовной.

## Новгородское княжение
Ростислав впервые упоминается в летописях в связи с событиями в Новгороде. Зимой 1228—1229 годов, во время наступившего из-за сильных осенних дождей голода, новгородцы просили своего князя Ярослава Всеволодовича отменить один из видов дани — забожничья. Самого Ярослава в городе тогда не было, он оставил под присмотром верных людей своих малолетних сыновей Фёдора и Александра. Опасаясь обычных для Новгорода в таких ситуациях беспорядков, в феврале 1229 года тиуны тайно вывезли княжичей из города. Новгородцы расценили это как отказ Ярослава от их требований и призвали на княжение Михаила Всеволодовича, отца Ростислава.
Михаил отменил в Новгородской земле забожничье на 5 лет для смердов, ушедших в новые земли, также назначил посадником в Новгороде Внезда Водовика. Затем, наведя относительный порядок в Новгороде, он уехал в Чернигов, сыну Ростиславу «сотворив княжеский постриг» в новгородском Софийском соборе — в ознаменование того, что новгородское княжение должно было перейти от отца к сыну. Постриг совершил в мае хиротонисаный в начале того же года архиепископ Спиридон. Такого обряда до сего времени ещё не совершали над сыновьями новгородских князей. Обряд состоял и том, что архиепископ в Софийском соборе по прочтении молитвы, в требнике положенной в последовании крещения на пострижение волос, торжественно постриг волосы у юного князя. Ростислав был оставлен отцом княжить в Новгороде под присмотром владыки Спиридона и посадника Внезда.
Пользуясь малолетством князя, враждебная Внезду партия начала устраивать в Новгороде беспорядки, он же стал сводить старые счёты и расправляться с мятежниками. В этом же году в Новгороде был ужасный мор, от которого погибло множество народа. Верная ему партия ожидала приезда Михаила Всеволодовича, чтобы тот навёл порядок и расправился с людьми, державшими сторону Ярослава Всеволодовича. Однако к тому времени Михаил и Ярослав помирились, и черниговский князь не стал ничего предпринимать против сторонников Ярослава.
Внезд вывез Ростислава в Торжок, подальше от всех этих напастей. Новгородцы, не видя поддержки со стороны черниговского князя, послали сказать Ростиславу, что отец его «изменил им» и что теперь вместо него они могут найти другого князя, после чего вновь призвали Ярослава. Внезд Водовик удалился с Ростиславом и тысяцким Борисом Негочивицем в Чернигов. После похода владимиро-суздальских князей в Черниговскую землю в 1231 году Михаил Всеволодович отказался от борьбы за Новгород.

## Борьба за Галич
В 1235 году Михаил Черниговский выступил против Даниила Романовича Галицкого, союзника его врага князя Владимира Рюриковича в борьбе за Киев, которые вместе разоряли черниговские земли. Тот был разбит в битве под Торческом и лишился Галича. В следующем году Михаил вместе с Ростиславом выступили было на Владимир-Волынский, где находился Даниил, но стало известно, что в галицкие земли вторглись половцы, поэтому им пришлось вернуться.
Летом того же года Даниил и его брат Василько объединили свои войска, чтобы вернуть себе Галич, но Михаил и Ростислав затворились в городе, имея серьёзные силы и контингент союзных им венгерских отрядов, и Романовичам пришлось отказаться от их планов. Когда венгры были отозваны из Галича, Даниил Романович вновь предпринял попытку вернуть себе город. Михаил Всеволодович попытался договориться с ним, дав ему Перемышль.
В 1238 году после разгрома Северо-Восточной Руси монголо-татарами и гибели его брата великого князя Владимирского Юрия Всеволодовича, княживший в Киеве Ярослав Всеволодович вернулся во Владимиро-Суздальскую землю, чтобы занять владимирский великокняжеский стол. Этим воспользовался Михаил Всеволодович, чтобы захватить Киев. В Галиче он оставил своего сына Ростислава. Заняв Киев, Михаил и Ростислав отобрали у Даниила Романовича Перемышль.
Зимой 1238/1239 года Михаил Всеволодович организовал поход на Литву, правители которой разграбили земли его союзника в борьбе с Даниилом Конрада Мазовецкого. В этом походе принял участие и Ростислав, который выступил, забрав из Галича почти все войска и оставив там только небольшой гарнизон.
Уходом Ростислава и его сторонников воспользовался Даниил Романович и занял Галич при поддержке ряда представителей местного боярства.
Ростислав уехал в Венгрию к королю Беле IV, куда после монгольского нашествия на чернигово-северские земли бежал и его отец Михаил. Ростислав пробовал свататься к дочери Белы, но тот не видел преимуществ в этом браке и, более того, просил обоих князей покинуть его страну.
Михаил и Ростислав отправились в Мазовию, где приняли решение помириться с Даниилом. Михаил отправил к галицкому князю послов, которые передали, что он признаёт свои ошибки в отношении к Даниилу и обещает никогда впредь не злоумышлять против него и оставить попытки захватить Галич. Даниил Романович пригласил его на Волынь, обещал дать Михаилу Киев, а Ростиславу Михайловичу дал Луцк.
Выехав в Киев, Михаил оставил князем Черниговским Ростислава, который, в отличие от отца, не отказался от борьбы за Галич. Из Чернигова он провёл два похода на Даниила.
В том же 1241 году вместе с болоховскими князьями Ростислав осаждает Бакоту (важный поставщик соли для галицких городов). Осада, однако, была неудачной, и его пришлось вернуться в Чернигов. За это Романовичи сразу же опустошили болоховские земли, не пострадавшие от монгольского нашествия, поскольку согласились заплатить хлебную дань.
Во время второго похода Ростиславу при помощи влиятельного галицкого боярина Володислава Юрьевича удалось на короткое время занять Перемышль и Галич. Его поддержали также и епископы двух местных епархий. В Перемышле он посадил княжить Константина Владимировича из рода пронских князей.
Однако властвовал в галицкой земле Ростислав недолго. Узнав о приближении войск Даниила и Василько, и он, и Константин Перемышльский бежали. Романовичи начали было преследование, но узнав, что татары возвращаются из Венгрии и вошли в их земли, отказались от погони. Пройдя через галицкую землю, татары разгромили Ростислава в месте, которое летописец определяет как небольшой сосновый лес. Поэтому он снова бежал в Венгрию.
После монгольского нашествия и начала войны с австрийским герцогом венгерский король Бела IV переменил своё мнение в отношении брака дочери с русским князем. В 1243 году Ростислав женился на принцессе Анне Венгерской, дочери короля Венгрии Белы IV.
Узнав об этом, Михаил Черниговский посчитал, что его план по формированию союза с династией Арпадов реализован, и поехал на свадьбу в Венгрию, чтобы провести переговоры с королём. Однако он получил внезапный отпор от Белы, по неизвестной причине оказавшись нежеланным гостем, и вернулся в Чернигов в крайней степени возмущения, отрёкшись от Ростислава.
Вместе с придаными тестем венгерскими войсками Ростислав предпринял ещё две попытки овладеть галицкими землями.
В 1244 году он привёл венгерские войска к Перемышлю и захватил город, но туда подоспел князь Даниил, который освободил город от венгров. Ростислав бежал в Венгрию.
В следующем году он вернулся уже с более многочисленными силами венгров и поляков и осадил город Ярославль севернее Перемышля. Ростислав хвастался перед войском: «Если б я знал только, где Даниил и Василько, то поехал бы на них с десятью человеками». Он устроил перед стенами города рыцарский турнир, в ходе которого, сражаясь с поляком Воршем, упал с лошади и вывихнул себе плечо. Летописец отмечает, что «примета была не на добро».
Даниил и Василько пришли под Ярославль, и для Ростислава осада действительно закончилась поражением 17 августа 1245 года. Под Ростиславом в битве была убита лошадь, и один из венгерских дворян дал ему свою. Князь бежал в Венгрию.

## Бан Славонии и Мачвы
Король Бела, по-видимому, ценил Ростислава. В своём указе, в котором он благодарит дворянина, предоставившего Ростиславу свою лошадь, Бела называет князя «своим любимейшим зятем». После этого разгрома и убийстве своего отца в Орде (1246) Ростислав в Венгрии получил в держание от тестя комитат Берег и замок Фузер, затем — банат Славонии, а в 1247 году специально созданный банат Мачва — междуречье Дуная, Дрины, Савы и Моравы со столицей в Белграде.
Однако Ростислав не оставлял попыток вернуть себе Галицкое княжество. В 1249 году вместе с венгерскими войсками он вновь вторгся в эти земли, но Даниил и в этот раз разбил его на реке Сан. Наконец, в 1250 году король Бела решил заключить с Даниилом Галицким мирный договор и на встрече в Зволене пообещал, что не будет больше помогать Ростиславу Михайловичу в войне против Даниила.
Не удовлетворяясь своим положением, Ростислав ввязывался в какие-то военные авантюры на территории Священной Римской империи — возможно, речь идёт о борьбе короля Белы IV за Австрию в 1252—1254 годах, в результате которой под власть венгерского короля перешли Винер-Нойштадт и герцогство Штирия.
Сербско-хорватские источники также сообщают, что Ростислав также на какое-то время овладел Новогрудком, но был выбит оттуда литовскими князьями.

## Борьба за Болгарию
В 1255 году, в ознаменование мирного договора между Венгрией и Болгарией Бела IV выдал свою внучку, дочь Ростислава, за болгарского царя Михаила I Асеня. Это стало для Ростислава хорошим поводом начать вмешательство во внутренние дела Болгарии.
В том же году болгарская армия вошла во Фракию и разбила никейцев вблизи Димотики. Ростислав Михайлович возглавил делегацию послов, отправившихся в Регину для заключения мира между Болгарией и Никейской империей. Византийский государственный деятель и историк Георгий Акрополит, который занимался мирными переговорами со стороны никейцев, сообщает, что они подкупили Ростислава более чем тысячью дарами, включая скаковых лошадей, драгоценности, дорогие ткани и вещи. В результате он без согласования с царём заключил договор, согласно которому болгары возвращали никейцам все захваченные территории без компенсации, Никея получила большую часть болгарских земель во Фракии и Македонии.
Михаил Асень отказался признать это соглашение, что привело к его конфронтации со знатью и складыванию заговора. В 1256 году юный царь был смертельно ранен во время охоты своим двоюродным братом Коломаном, который сам возглавил Болгарию и взял замуж вдову убитого, дочь Ростислава, чтобы придать своему воцарению видимость наследственности.
В 1256 году Ростислав под предлогом защиты своей дочери пришёл с войском к Тырнову. Коломан II Асень бежал из города и вскоре был убит при невыясненных обстоятельствах.
Бояре выдали Ростиславу его дочь, но город он взять не смог, отступил и обосновался в Видине, принял титуль царь Болгарии, и венгры признали его царём Болгарии. Ростислав стал даже чеканить монеты со своим изображением. Он пытался утвердиться в стране, но не был принят знатью Болгарии и не смог взять под свой контроль столицу.
Одновременно царями Болгарии провозгласили себя ещё двое претендентов. Державшие Тырново бояре выдвигают в цари одного из них — Константина Тиха из Скопье, а на юго-востоке страны царём был провозглашён муж сестры Михаила Асеня Мицо.
В 1257 году Ростислав с большей частью его войска двинулся в Богемию помочь своему тестю против короля Пржемысла Отакара II. Так Видинская область (будущее Видинское царство), вплоть до Браничева (которое принадлежало Ростиславу), легко была взята новым царём Болгарии Константином Тихом в 1261 году.
Ростислав способствовал заключению мира с Богемией, в 1261 году выдав свою дочь в Вене за короля Пржемысла Отакара.
После заключения мира венгры взяли Видин и восстановили Ростислава Михайловича правителем Видинской области в марте 1261 года.
Вплоть до смерти Ростислав называл себя князем Галицким. Он умер в Белграде в 1262 году.

## Семья и дети
Жена: (с 1243) принцесса Анна Венгерская (1226/1227 — около 1285), дочь короля Венгрии Белы IV из династии Арпадов. В браке родилось семь детей, в том числе:
- Бела, бан Мачвы (1262—1272) и Боснии (1270—1272), был убит в ноябре 1272 года
- Михаил, бан Боснии (1262—1270), был убит в 1270 году
- Анна (Елизавета) Ростиславна (ум. 1272/1298); была замужем три раза. Мужья:
  1. Михаил I Асень (ок. 1238 — ок. 1256), царь Болгарии;
  2. Коломан II Асень (ум. ок. 1256), царь Болгарии;
  3. (с 1260) Моиш II Дарои (венг. Moys Daroi) (1210—1280/1281), палатин Венгрии. Имела от него дочь Эржебет Дарои, которая была женой Миклоша Меддьеши, воеводы Трансильвании, и одним из предков в 7-м колене короля Польши Стефана Батория.
- Кунгута (Кунигунда) Ростиславна (1245—1285); была замужем 2 раза. Мужья:
  1. (с 1261) Пржемысл Оттокар II, король Чехии
  2. (с 1284) Завиш из Фалькенштейна (чеш. Záviš z Falkenštejna; умер 24.08.1290), чешский аристократ, бургграф Фалькенштейна и Розенберга.
- Агриппина Ростиславна (ум. 1305), в 1265 году вышла замуж за Лешека II Чёрного, одного из польских князей.

По одной из гипотез сыном Ростислава мог быть болгарский царь Мицо Асень.